# Gil Leon Silva
Gil Leon Lima Diniz da Silva (ur. 1 listopada 1988) – brazylijski zapaśnik walczący w stylu klasycznym. Zdobył brązowy medal mistrzostw panamerykańskich w 2015. Wicemistrz Ameryki Południowej w 2011 roku.